# Grammitis obliquata
Grammitis obliquata là một loài dương xỉ trong họ Polypodiaceae. Loài này được Blume Hassk. mô tả khoa học đầu tiên năm 1844.